# 宮ノ下 (福井市)
宮ノ下（みやのした）は、福井県福井市の地域。福井市内で唯一小学校がない地区である。川西ブロック(北西部)に属する。1957年（昭和32年）4月1日、大安寺村 (福井県)の北部が騒動の末分村し、川西町へ編入した際誕生。

## 人口
宮ノ下には2024年1月1日現在788人が住んでおり、世帯数は301世帯。そのうち男性が373人、女性は415人。